# Editrice Nord
Editrice Nord è una casa editrice italiana con sede a Milano. Fondata nel 1970, fa parte dal 2005 del Gruppo editoriale Mauri Spagnol.

## Storia
Nel 1970 viene fondata da Gianfranco Viviani con l'obiettivo di avvicinare i lettori di lingua italiana alla fantascienza e al fantasy, due generi letterari all'epoca quasi assenti nelle librerie.
Viviani si mette in proprio dopo aver lavorato alla Mursia, si avvale della consulenza di Renato Prinzhofer per selezionare i primi romanzi da pubblicare e dal 1971 affida la direzione delle collane principali a Riccardo Valla. Valla tiene contatti tra la Nord, l'Agenzia Letteraria Internazionale di Erich Linder e numerose agenzie ed autori internazionali del mondo anglofono. Firma numerose traduzioni, prefazioni e spesso rivede le traduzioni affidate ad altri collaboratori.
Nell'aprile del 2002 la casa è stata acquisita dal Gruppo Longanesi di Stefano Mauri, modificando sia l'ambito editoriale, la cui gestione viene affidata a Stefano Res, sia l'aspetto finanziario e commerciale affidato a Marco Tarò, con un progetto editoriale che tendente a sfumare a caratterizzazione dei generi, come la narrativa di tipo avventuroso con il giallo, l'horror con l'azione, il fantastico con il noir. Entrano così a far parte del catalogo alcuni popolari autori contemporanei come Frank Schätzing, Laurell K. Hamilton, Susana Fortes, James Rollins, Steve Berry, Glenn Cooper.
Nell'ottobre 2005 Editrice Nord è entrata a far parte del Gruppo editoriale Mauri Spagnol (GeMS), la nuova holding editoriale nata dall'accordo tra le famiglie Mauri e Spagnol, controllata da Messaggerie Italiane, dalla famiglia Spagnol e da Andrea Micheli, che include oltre a Nord le sigle Longanesi, Garzanti, Vallardi, Guanda, Corbaccio, TEA, Salani e Ponte alle Grazie.
Nello stesso anno l'ex direttore e fondatore Gianfranco Viviani entra a far parte della Delos Books.

## Collane
- Cosmo, detta Cosmo Argento (1970-2007), 340 volumi
- Cosmo Oro (1970-2003), 202 volumi
- Arcano (1971-1974), 10 volumi
- Fantacollana (1973-2008), 208 volumi
- SF Narrativa d'Anticipazione (1973-1989), 46 volumi
- Grandi Opere Nord (1976-2002), 35 volumi
- Narrativa Nord (1989-2009), 376 volumi
- Le Ombre (1990-1996), 18 volumi
- Tascabili Fantascienza (1991-1998), 48 volumi
- Tascabili Fantasy (1991-1995), 28 volumi
- Tascabili Omnibus (1991-1994), 13 volumi
- Tascabili Super Omnibus (1991-1994), 8 volumi
- I Libri Mito (1998-2000), 10 volumi
- Biblioteca Cosmo (2005-2009), 25 volumi